# Небелверфер
Небелверфер (на немски: Nebelwerfer, в превод пушекохвъргач – кодово име за прикритие на предназначението) е немска артилерийска ракетна установка, разработена през 1930-те и използвана през Втората световна война срещу леки пехотни цели. Разполага с шест цеви с калибър 150 мм, от които се изстрелват 75 паундови ракети. Пълният залп протича в рамките на десет секунди. Острият звук, който издават ракетите е причината да получи прякорите Пищящата Мими и Стенещата Мини от американските войници участващи в кампанията в Сицилия. Небелверфер е първата модерна ракетна установка за залпов огън.
Небелверфер 41 е артилерийска ракетна установка с шест цеви. Всяка от тях може да изстрелва ракети с диаметър 150 мм, тегло от 75 паунда и максимален обхват от 6800 метра. Мунициите, които използва са Вурфгранате 41 (на немски: Wurfgranate 41, в превод ракетна граната). По-късната версия Небелверфер 42 разполага с пет цеви с калибър 210 мм и може да изстрелва 250 паундови ракети на разстояние от 8000 метра. Тази версия е снабдена със сменяеми вътрешни релски в тръбите, които позволяват използването на 150 мм ракети. И двата варианта са монтирани на модифицирани лафети от предвоенни противотанкови оръдия.
Малкият размер и слабата ударна сила прави Небелверфер безполезен срещу бронирани цели като танкове и бронетранспортьори, но гъстотата и скоростта на огъня на множеството ракети го прави изключително ефективен срещу небронирана вражеска пехота.
След като войниците обслужващи установката я заредят, те се прикриват на няколко метра разстояние, а стрелбата се осъществява посредством електрически спусък. След залпа се отделя голямо количество пушек, което издава местоположението и го прави уязвим на стрелба от противникова артилерия. По тази причина позицията на Небелверфер се налага да се сменя много бързо след стрелба.
Един от начините за преодоляване на недостатъците на Небелверфер е монтирането му на полуверижна машина, какъвто е случаят с монтирания на SdKfz 4 Panzerwerfer. По-късно през войната са използвани по-груби (и с по-голям калибър) метални и дори дървени пускови установки. Целта е да се задоволи нарастващата нужда от оръжието и дефицитът на материали. Подобни установки могат да бъдат превозвани с камиони, обслужвани от малък екип, който може да напусне района след стрелба.

## Верфергранате 21
Верфергранате 21 (на немски: Werfergranate 21 или WGr21) е неуправляема ракета въздух-въздух, вариант на Небелверфер, използвана за пръв път по време на защитата на Швайнфурт (17 август, 1943 г.). WGr21 е първата ракета монтирана на самолет в Луфтвафе. Използвана е за разпръскване на формации от бомбардировачи с цел улесняване атаките на изтребителите.
Верфергранате 21 е с диаметър 210 мм, ефективния ѝ обхват е 1200 метра. Полезният заряд е с маса 40,8 кг. По време на войната се монтира на самолети Месершмит 109, Фоке-Вулф Fw 190, Messerschmitt Bf 110 и др.
- Предна част на Небелверфер 41.
- Задна част на Небелверфер 41.
- Небелверфер в музея в Кобленц.
- Зареждане на Верфергранате 21 под крилото на Fw 190
- 21 cm Небелверфер 42 в Северна Африка, април 1943 г.